# 佐法尔解放阵线
佐法尔解放阵线（阿拉伯语：‎，DLF）是阿曼南部曾存在的一個共產主義分離組織，宗旨為阿曼南部與南葉門接壤的佐法爾獨立建國。此組織於1965年由共產主義者在塞拉萊建立，主要領導人為穆塞萊姆·賓·努法爾與优素福·本·阿拉维·本·阿卜杜拉。
佐法尔解放阵线受南葉門政府資助，參與近十年的佐法爾叛亂對抗阿曼政府，最終被政府擊敗。